# Tossa de Mar
Tossa de Mar (katalanska: Tossa de Mar, spanska: Tosa de Mar) är en kommun och turistort ca 80 km nordost om Barcelona, vid Costa Brava i Katalonien, Spanien. Antalet invånare är 5 952. Tossa de Mar gränsar till Llagostera, Santa Cristina d'Aro, Lloret de Mar, Vidreres och Caldes de Malavella. 
Området befolkades redan under yngre stenåldern. Vila Vela den muromgärdade delen som har sju torn kom till på 1100-talet. Inom murarna finns bland annat ruinen av en kyrka från 1100-talet samt en borg som senare ersattes av en väderkvarn, som i sin tur ersattes av den fyr som än idag finns på platsen. Omkring 1500 började Tossa de Mar växa utanför stadsmuren. Denna expansion accelererade under 1600- och 1700-talen. Därefter förblev stadsbilden i Tossa de Mar i stort sett oförändrad tills massturismen tog fart på 1950-talet. Bland byggnaderna utanför stadsmuren märks exempelvis kyrkan från mitten av 1700-talet samt ett mindre kapell från slutet av 1500-talet. Trots ortens läge vid Medelhavet baserades ekonomin i Tossa de Mar före turismens genombrott snarare på vin- och korkproduktion än på fiske. Tre centralt belägna stränder finns i staden. Playa Grande, Mar Menuda och Playa Codolar
Tossa de Mars moderna kvarter domineras av hotell och lägenhetshotell. Staden har bussförbindelse med Barcelona.